# USC Paredes
Der União Sport Clube Paredes ist ein portugiesischer Sportverein aus der im Distrikt Porto gelegenen Stadt Paredes. Er ist insbesondere für seine Fußballmannschaft bekannt, die mehrfach am überregionalen Spielbetrieb teilnahm.

## Geschichte
Der USC Paredes wurde im Dezember 1924 als Zusammenschluss mehrerer kleinerer Klubs gegründet und wählte daher den Vereinsnamen União. Lange Zeit spielte der Klub in der Folge im regionalen Distriktbereich, ehe nach dem Aufstieg in die Terceira Divisão 1974 der direkte Durchmarsch in die Segunda Divisão gelang. Nach dem Abstieg in die Drittklassigkeit 1977 schaffte die Mannschaft den direkten Wiederaufstieg, stieg aber 1980 erneut ab. In Pokalwettbewerb 1984/85 erreichte der Drittligist das Viertelfinale, in dem sich der spätere Titelträger Benfica Lissabon mit einem 3:0-Auswärtserfolg durchsetzte. Die Spielzeit war darüber hinaus auch im Ligaspielbetrieb erfolgreich, da der Wiederaufstieg in die Segunda Divisão gelang. Nach dem direkten Wiederabstieg gelang 1988 die erneute Zweitligarückkehr, erneut währte der Aufenthalt auf dem zweithöchsten Spielniveau jedoch nur eine Spielzeit.
USC Paredes blieb bei einer Ligareform 1990 in der nun Segunda Divisão B bezeichneten dritthöchsten Spielklasse, aus der die Mannschaft 1994 abstieg. Erst 2000 schaffte sie die Rückkehr in die Drittklassigkeit, wo sie sich zeitweise etablierte. Nach dem erneuten Abstieg 2007 avancierte sie in den folgenden Jahren zur Fahrstuhlmannschaft zwischen drittem und viertem Spielniveau und rutschte 2013 im Zuge einer mit einer Konzentration zusammenhängenden Ligareform wieder in den regionalen Spielbetrieb ab. 2018 kehrte der Klub in die drittklassige Campeonato de Portugal zurück, die im Zuge einer erneuten Ligareform nach der COVID-19-Pandemie in Portugal 2021 zur vierten Liga zurückgestuft wurde. 2022 schaffte die Mannschaft den Aufstieg in die Liga 3, der Liganeuling verpasste aber den Klassenerhalt.
Gruppe A:
Amarante FC |
Sporting Braga B |
AD Fafe |
AD Marco 09 |
USC Paredes |
AD Sanjoanense |
SC São João de Ver |
CD Trofense |
Varzim SC |
Vitória Guimarães B
Gruppe B:
Académica de Coimbra |
Amora FC |
Atlético CP |
Belenenses Lissabon |
Caldas SC |
SC Covilhã |
SU 1º Dezembro |
Lusitano GC Évora |
CD Mafra |
UD Santarém